# Efekt braterskiej kolejności urodzeń
Efekt braterskiej kolejności urodzeń (ang. fraternal birth order, fraternal birth order effect) – zjawisko zwiększonego prawdopodobieństwa wykształcenia się homoseksualnej orientacji u mężczyzn mających starszych braci. Każdy kolejny starszy brat zwiększa prawdopodobieństwo wystąpienia homoseksualnej orientacji seksualnej o około 33%. Szacuje się, że udowodnione zależnością statystyczną zjawisko jest przyczyną około 15% homoseksualizmu wśród mężczyzn.
Pierwsze badania wykazujące podaną korelację przedstawiono w latach 40. XX wieku. W latach 90. XX wieku istnienie zależności zostało potwierdzone dla populacji Stanów Zjednoczonych, Kanady, Wielkiej Brytanii, Holandii oraz Polinezji, zarówno na pacjentach leczonych psychiatrycznie, jak i wolontariuszach nie będących pacjentami. Samą anglojęzyczną nazwę zaproponował Ray Blanchard w publikacji z 1997 roku. Efekt był obserwowany wyłącznie dla mężczyzn, a wyniki badań wskazują, że analogiczna zależność dla kobiecego homoseksualizmu nie istnieje. 
Opisywana przez wielu autorów publikacji naukowych zależność została potwierdzona dla homoseksualnych mężczyzn zorientowanych na dorosłego partnera, jak i dla mężczyzn, którzy odczuwają seksualny pociąg do chłopców, a także dla homoseksualnych transseksualistów.
Najbardziej prawdopodobnym wyjaśnieniem efektu braterskiej kolejności urodzeń jest hipoteza matczynej odporności (postulująca występowanie u matki przeciwciał przeciw męskim antygenom płodu, jednakże wnioski płynące z tych badań są trudne do interpretacji.